# Maurer SE

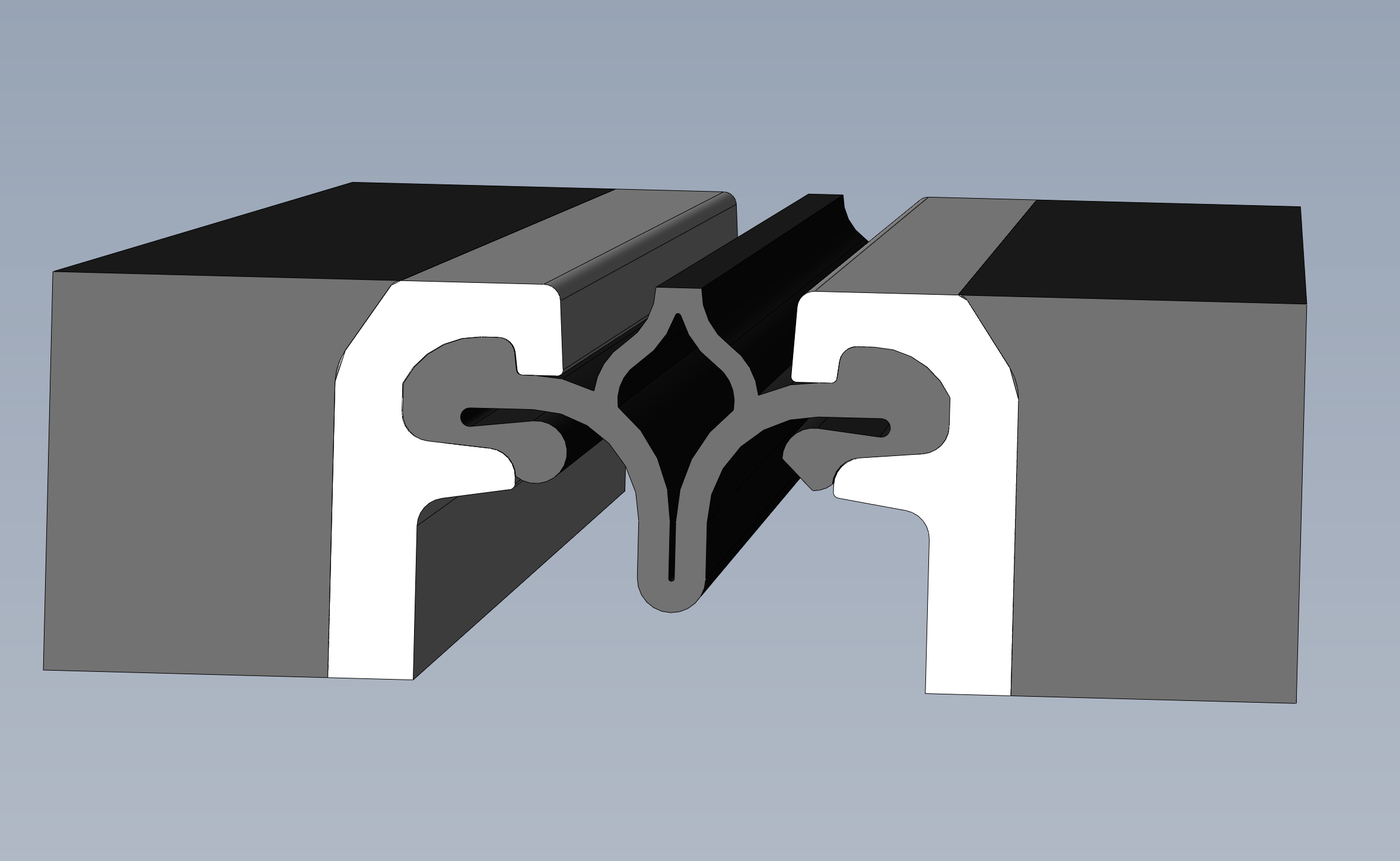
Schema einer Dehnfuge

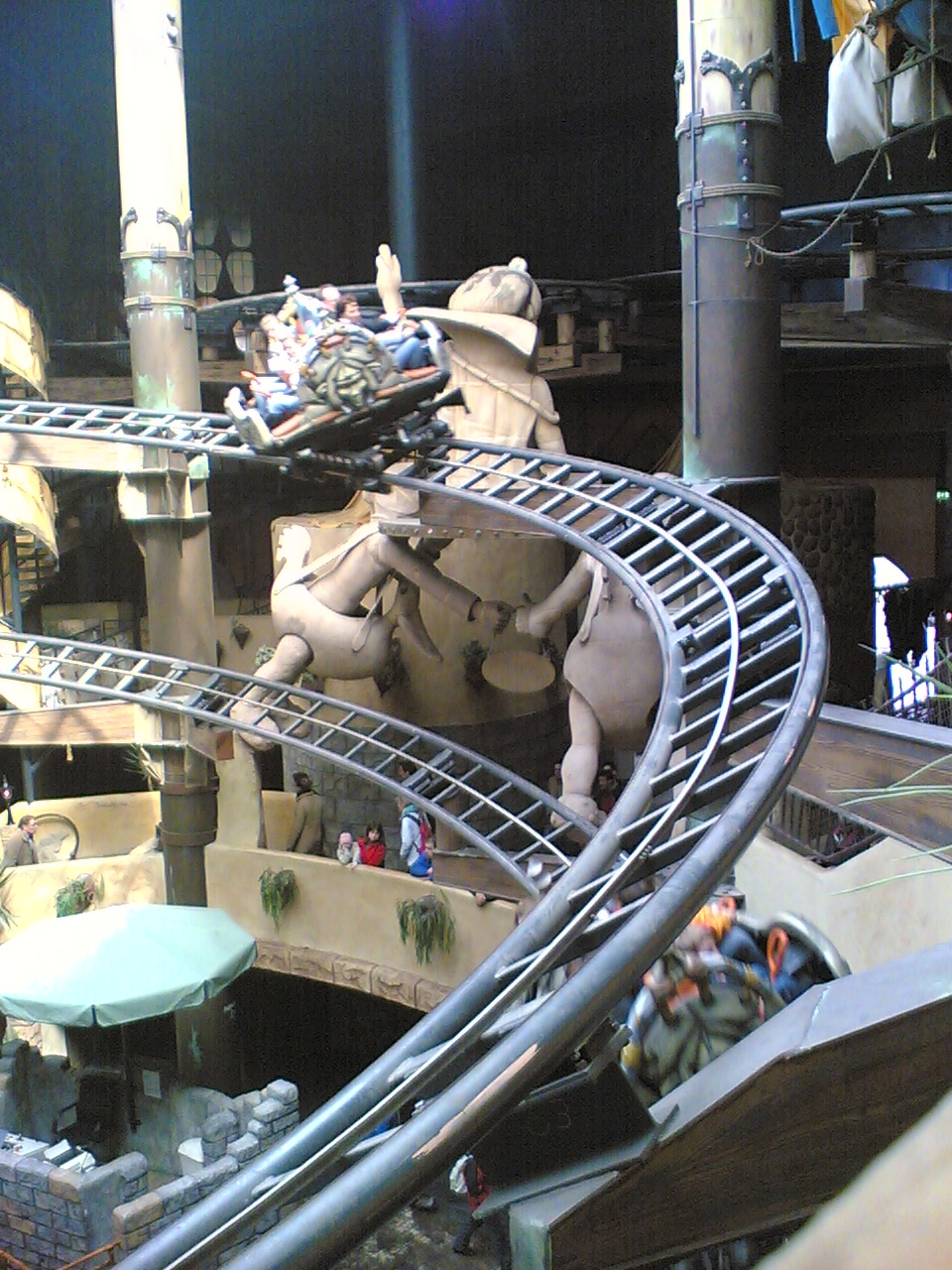
Achterbahnen Winja’s Fear & Winja’s Force

Die Maurer SE ist ein Unternehmen des Stahl-, Maschinen- und Anlagenbaus. Es wurde 1876 in München gegründet, wo sich auch heute noch das Stammhaus befindet. Darüber hinaus gibt es eine Niederlassung in Lünen/Westfalen und ein Zweigwerk in Bernsdorf bei Dresden. In China, Indien und der Türkei unterhält das Unternehmen eigene Produktionsstätten.

## Basisdaten
Das Unternehmen ist in den Bereichen Bauwerksschutzsysteme, Stahlbau und Sondermaschinenbau tätig. Im Jahr 2014 firmierte die zuvor als GmbH & Co. KG geführte Firma zur Aktiengesellschaft Maurer AG um; am 21. November 2016 folgte die Umfirmierung in eine Europäische Gesellschaft zur Maurer SE.

### Bauwerksschutzsystem
Hier werden Dehnfugen und Brückenlager hergestellt. In der 2012 fertiggestellten Russki-Brücke über den östlichen Bosporus in Wladiwostok installierte Maurer Söhne Schwenktraversen mit einer Bewegung bis zu 2400 mm, Kalotten- und Horizontalkraftlager mit bis zu 34.000 kN Auflast, semi-aktive Seildämpfer mit 1100 mm Hub und Hydraulikdämpfer mit 3000 kN Überlastschutz. Es werden Erdbebenvorrichtungen und Schwingungsdämpfer unter anderem für Brücken und Stahlschornsteine hergestellt.
Am 11. April 1996 verursachte ein Subunternehmer des Unternehmens bei der Reparatur einer Dehnfuge am Düsseldorfer Flughafen einen Großbrand. Bei dem Brandunglück starben 17 Menschen und 88 wurden verletzt. Die Terminals A und B wurden fast vollständig zerstört, das Terminal C wurde durch Rauchgase in Mitleidenschaft gezogen.

### Stahlbau
In diesem Bereich werden Stahlhochbauten, Stahlbrücken und Stahlschornsteine realisiert.
Die BMW Welt in München wurde unter anderem mit Maurer Söhne und dem Architekten-Büro Coop Himmelb(l)au realisiert.

### Sondermaschinenbau

#### Maurer Rides
Maurer Rides ist eine Marke und als Tochtergesellschaft ein deutscher Hersteller von Freizeitparkattraktionen ansässig in München. Sie wurde 2003 als selbständige Einheit der Maurer Gruppe gegründet. Die Produktion erfolgt zum großen Teil am Standort München durch die Muttergesellschaft.
Zu den bekannten Freizeitparkattraktionen von Maurer Rides zählen Venus GP im japanischen Kitakyūshū, Winja’s Fear & Winja’s Force im Phantasialand in Brühl, Tarántula  und Abismo im Parque de Atracciones de Madrid  in Madrid, Formule X als Abschuss-Stahlachterbahn im Freizeitpark Drievliet Family Park bei Den Haag. Maurer Rides lieferte 2020 die erste Achterbahn, die auf einem Kreuzfahrtschiff installiert ist, diese wurde auf der Mardi Gras der Carnival Cruise Line aus Miami aufgebaut.

##### Achterbahnmodelle
- SkyLoop: In der Varianten XT 150 und XT 450 (Abismo).
- Spike: Eine bekannte Auslieferung ist der Sky Dragster im Skyline Park.
- Spinning Coaster: Als Standardmodell (SC2000) bzw. kundenspezifisch.
- Wilde Maus
- X-Car: Zum Beispiel Formule X, Hollywood Rip, Ride, Rockit

##### Riesenrad
Von Maurer stammt das Umadum, das größte Riesenrad Deutschlands und laut der Süddeutschen Zeitung, bei der Eröffnung 2019 das größte mobile Riesenrad der Welt.